# Homerun (televisieprogramma)
Homerun was een Nederlands televisieprogramma van de TROS gepresenteerd door Linda de Mol. De eerste aflevering van Homerun was op 25 december 1997.
In dit televisieprogramma krijgen twee echtparen de kans op een huis ter waarde van 300.000 gulden (v.o.n.) door middel van technische en op computers gemaakte spelletjes. De winnaar mocht hier dan meteen in gaan wonen. Het gemiddelde kijkcijfer lag rond de 850.000 en viel daarmee tegen. De Duitse versie heette Hausfieber.